# Saint-Yrieix-sur-Charente
Pour les articles homonymes, voir Saint-Yrieix.
Saint-Yrieix-sur-Charente (prononcer [sɛ̃tiʁ'jɛks‿syʁ‿ʃarɑ̃ːt]) est une commune du Sud-Ouest de la France, située dans le département de la Charente (région Nouvelle-Aquitaine).
Elle est située au nord-ouest d'Angoulême et fait partie de son agglomération.
Ses habitants sont les Arédiens et les Arédiennes.

## Géographie

### Localisation et accès
Saint-Yrieix est située à 4 km au nord-ouest d'Angoulême.
L'ancienne route d'Angoulême à La Rochelle, D 939 allant vers Rouillac et Saint-Jean-d'Angély traverse la commune sur toute sa longueur, du sud-est au nord-ouest.
La commune est traversée transversalement par la route nationale 10 de Paris à l'Espagne, déviation d'Angoulême depuis 1972, et y possède un échangeur aux Planes avec la route nationale 141, route d'Angoulême à Saintes qui passe au sud de la commune, et un autre échangeur à Roffit avec la future déviation de la N 141, route Centre-Europe Atlantique, ouverte en 2003 et qui sera prolongée à l'ouest lors de la construction du TGV Sud-Atlantique qui passera à l'ouest de la commune,.
La commune est aussi traversée par la D 57 et la D 103, qui relient le Gond-Pontouvre à Fléac et fait office d'une rocade ouest secondaire de l'agglomération
Saint-Yrieix est desservie par les transports en commun d'Angoulême, lignes no 3, 9, 24 et 30.

### Hameaux et lieux-dits

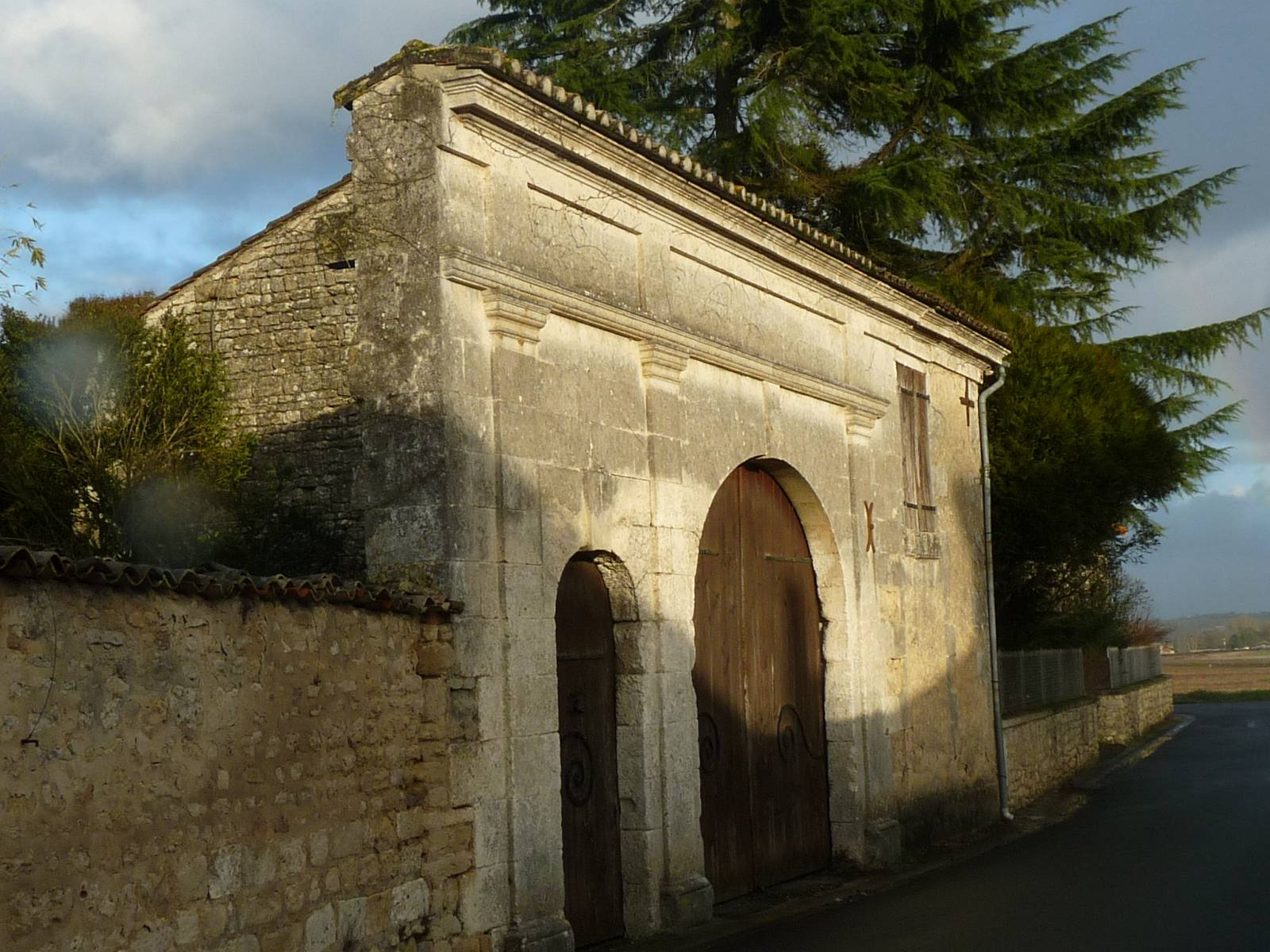
Portail charentais aux Mesniers.

Le vieux bourg de Saint-Yrieix est situé à Vénat, dans la vallée de la Charente. Village important au pied de la côte, elle regroupe l'église et l'ancienne mairie demeurée école.
Saint-Yrieix compte aussi de nombreux hameaux regroupant des fermes, principalement situés dans la vallée. On peut citer les Mesniers, les Poissons, le Mas (en amont d'Angoulême), les Planes (en aval). Sur les hauteurs, à l'intérieur du grand méandre que forme la Charente, on peut citer les Rochers, l'Épineuil et Bardines, maintenant englobés dans l'agglomération angoumoisine. La Croix Maillot est le carrefour des routes de Saintes et de Saint-Jean-d'Angély.

### Communes limitrophes
| Vindelle | Balzac                    |                |
| Fléac    | Saint-Yrieix-sur-Charente | Gond-Pontouvre |
|          | Angoulême                 |                |

### Géologie et relief
Géologiquement la commune appartient au Bassin aquitain, comme les trois quarts ouest du département de la Charente. Le terrain est principalement du calcaire jurassique (Portlandien), qui occupe tout le centre de la commune. Le Crétacé (Cénomanien) couvre la limite orientale, à l'est de l'Épineuil, Chez Dary et Saint-Georges. La vallée de la Charente est occupée par des alluvions anciennes et récentes, ce qui a donné une terre riche pour l'agriculture et quelques sablières,,.

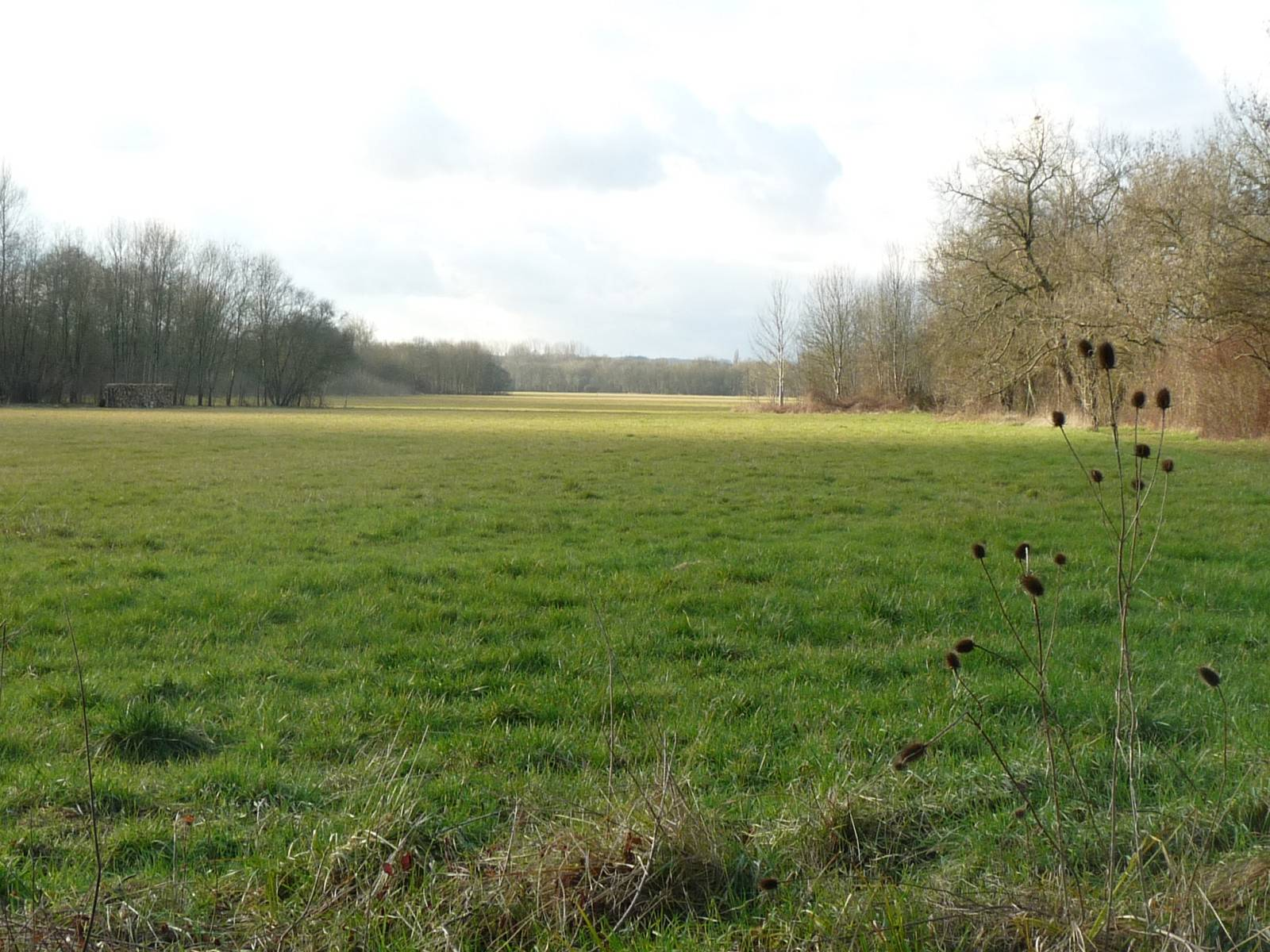
La Petite Prairie, vue vers l'amont.

La commune est située sur un plateau formant une presqu'île à l'intérieur d'un grand méandre de la Charente, qui passe à la fois à l'est et correspondant à la partie amont d'Angoulême, et au sud-ouest qui correspond à la partie aval. Le point culminant de la commune est situé au nord-ouest, au sommet de l'isthme et la route de Saint-Jean-d'Angély, au château d'eau de Villesèche (102 m).
Le nord et l'est de la commune sont occupés par la vaste vallée de la Charente et qui s'appelle la plaine de Venat, et correspond à une rive convexe du méandre de la Charente où le relief s'abaisse lentement vers Roffit et Saint-Cybard. Le sud de la commune est aussi occupé par la vallée de la Charente, dans la section dite des Planes. C'est là que se trouve le point le plus bas de la commune, non loin de l'écluse de Touérat (27 m). Au nord de la commune, la rive convexe se transforme en rive concave du méandre de Balzac, et la berge s'élève progressivement entre la Petite Prairie et la Pouyade, et devient un talus escarpé de 60 m de haut au pied de l'isthme.

### Hydrographie

#### Réseau hydrographique
La commune est située dans le bassin versant de la Charente au sein du Bassin Adour-Garonne. Elle est drainée par la Charente, et par divers petits cours d'eau, qui constituent un réseau hydrographique de 14 km de longueur totale,.
La Charente limite la commune aussi bien au nord (amont d'Angoulême) qu'au sud (aval). La partie haute de la commune, occupée par le calcaire, est sèche. Quelques fontaines bordent le flanc nord du plateau, en particulier la fontaine des Pots, la fontaine du Pré du Peu, la Grange à l'Abbé, ainsi qu'à Vénat. La plaine de Vénat est parcourue par de nombreux fossés de drainage, entre Vénat, les Mesniers, et l'étang de Roffit.
Les anciennes sablières de la Grande Prairie ont donné lieu à un vaste plan d'eau de 26 hectares, le plan d'eau de la Grande Prairie, et sur lequel sont pratiquées diverses activités nautiques.
Cette partie basse est parfois inondée lors de crues du fleuve au printemps, ce qui fertilise la terre.

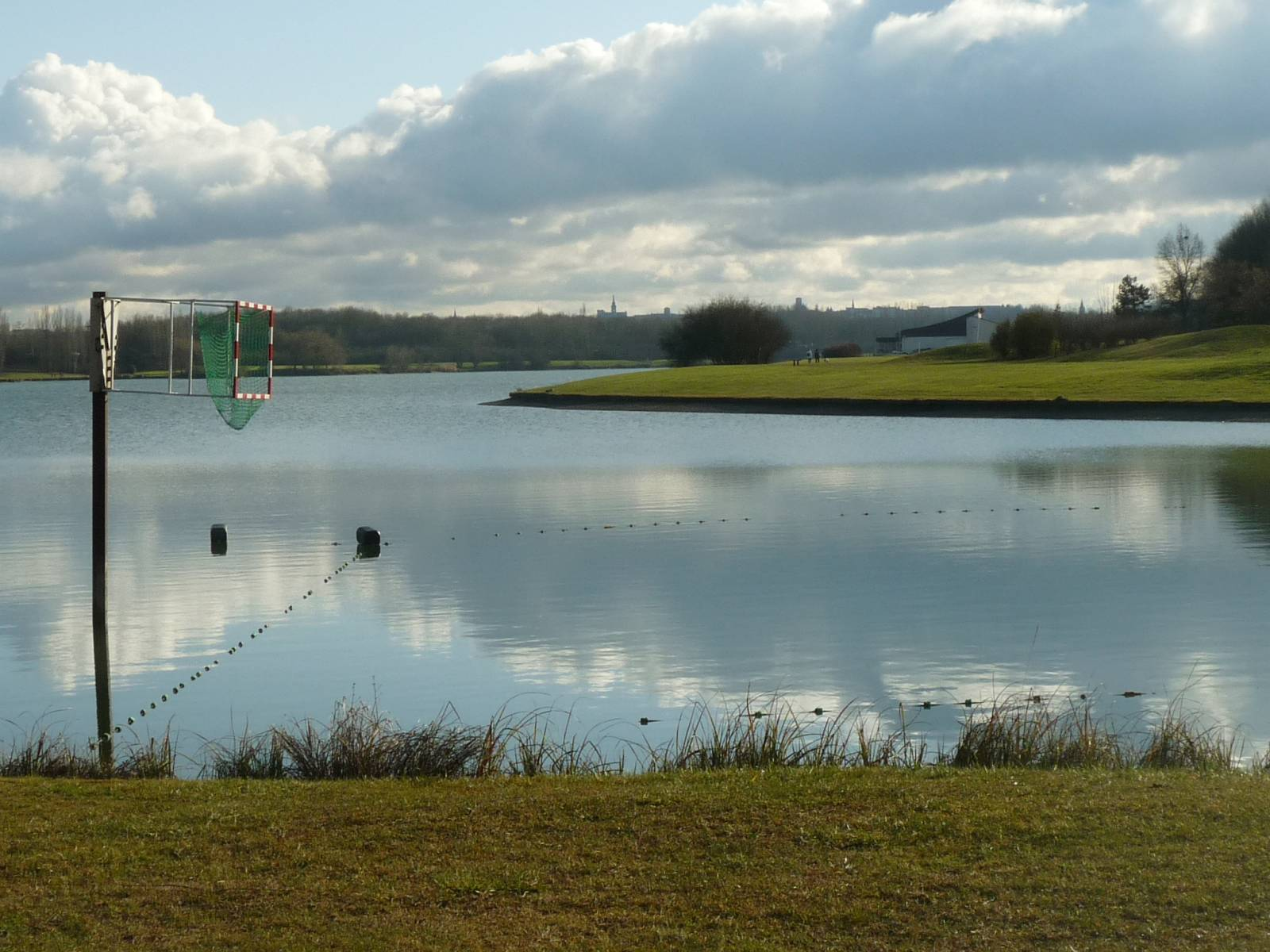
Le plan d'eau
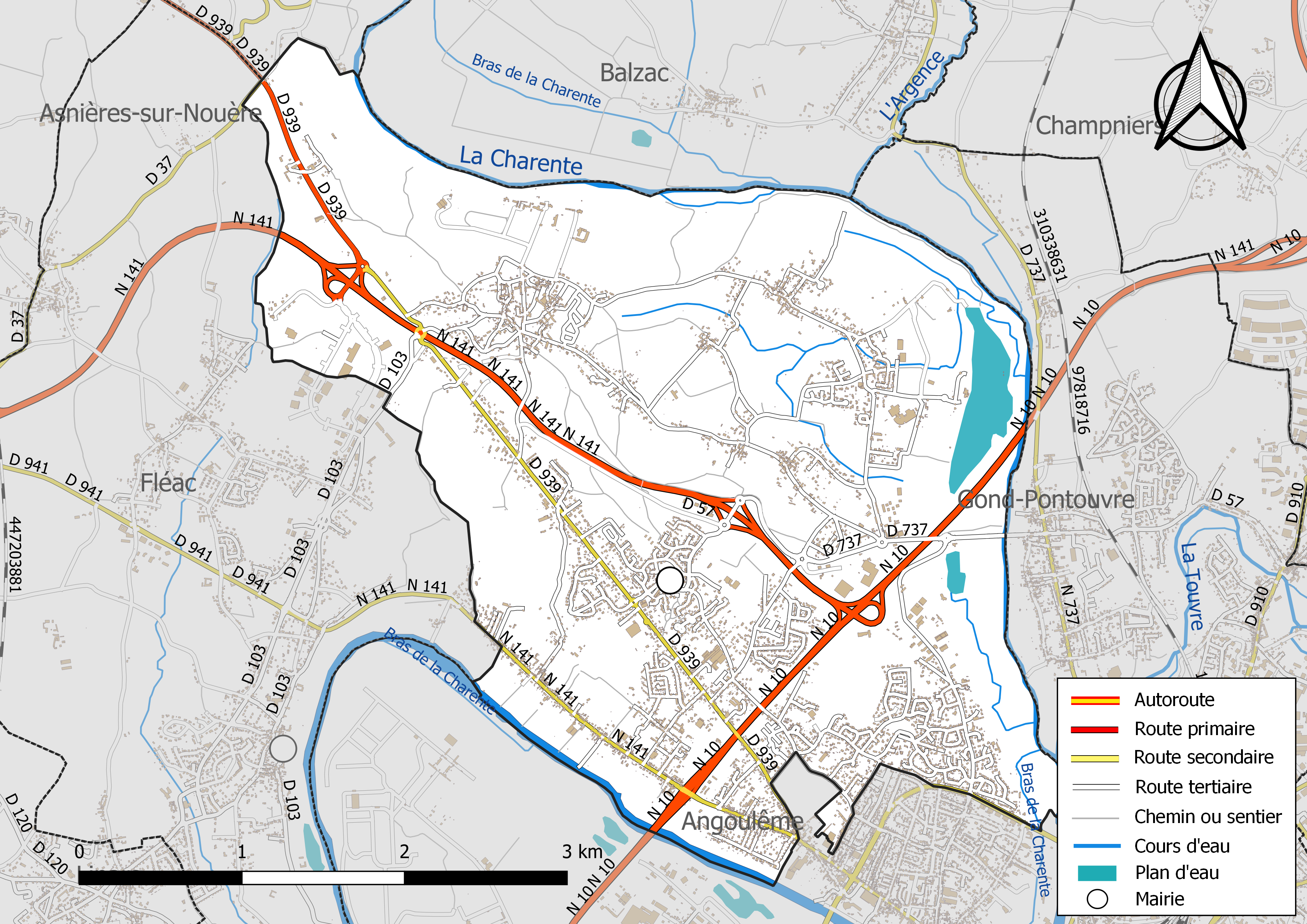
Réseaux hydrographique et routier de Saint-Yrieix-sur-Charente

#### Gestion des eaux
Le territoire communal est couvert par le schéma d'aménagement et de gestion des eaux (SAGE) « Charente ». Ce document de planification, dont le territoire correspond au bassin de la Charente, d'une superficie de 9 300 km2, a été approuvé le 19 novembre 2019. La structure porteuse de l'élaboration et de la mise en œuvre est l'établissement public territorial de bassin Charente. Il définit sur son territoire les objectifs généraux d’utilisation, de mise en valeur et de protection quantitative et qualitative des ressources en eau superficielle et souterraine, en respect des objectifs de qualité définis dans le troisième SDAGE  du Bassin Adour-Garonne qui couvre la période 2022-2027, approuvé le 10 mars 2022.

### Climat
Comme dans les trois quarts sud et ouest du département, le climat est océanique aquitain, et semblable à celui de la ville de Cognac où est située la station météorologique départementale.
| Mois                              | jan. | fév.  | mars  | avril | mai   | juin  | jui.  | août  | sep.  | oct. | nov. | déc. | année   |
| --------------------------------- | ---- | ----- | ----- | ----- | ----- | ----- | ----- | ----- | ----- | ---- | ---- | ---- | ------- |
| Température minimale moyenne (°C) | 2    | 2,8   | 3,8   | 6,2   | 9,4   | 12,4  | 14,4  | 14    | 12,1  | 8,9  | 4,7  | 2,6  | 7,8     |
| Température moyenne (°C)          | 5,4  | 6,7   | 8,5   | 11,1  | 14,4  | 17,8  | 20,2  | 19,7  | 17,6  | 13,7 | 8,6  | 5,9  | 12,5    |
| Température maximale moyenne (°C) | 8,7  | 10,5  | 13,1  | 15,9  | 19,5  | 23,1  | 26,1  | 25,4  | 23,1  | 18,5 | 12,4 | 9,2  | 17,7    |
| Ensoleillement (h)                | 80   | 103,9 | 153,3 | 184,5 | 204,9 | 239,6 | 276,4 | 248,3 | 199,4 | 159  | 96,8 | 78,8 | 2 024,9 |
| Précipitations (mm)               | 80,4 | 67,3  | 65,9  | 68,3  | 71,6  | 46,6  | 45,1  | 50,2  | 59,2  | 68,6 | 79,8 | 80   | 783,6   |

## Urbanisme

### Typologie
Au 1er janvier 2024, Saint-Yrieix-sur-Charente est catégorisée ceinture urbaine, selon la nouvelle grille communale de densité à 7 niveaux définie par l'Insee en 2022.
Elle appartient à l'unité urbaine d'Angoulême, une agglomération intra-départementale dont elle est une commune de la banlieue,. Par ailleurs la commune fait partie de l'aire d'attraction d'Angoulême, dont elle est une commune de la couronne,. Cette aire, qui regroupe 94 communes, est catégorisée dans les aires de 50 000 à moins de 200 000 habitants,.

### Occupation des sols
L'occupation des sols de la commune, telle qu'elle ressort de la base de données européenne d’occupation biophysique des sols Corine Land Cover (CLC), est marquée par l'importance des territoires artificialisés (47,9 % en 2018), en augmentation par rapport à 1990 (37,3 %). La répartition détaillée en 2018 est la suivante : 
zones urbanisées (42,5 %), zones agricoles hétérogènes (24,3 %), forêts (19 %), prairies (6,3 %), zones industrielles ou commerciales et réseaux de communication (5,1 %), eaux continentales (2,2 %), espaces verts artificialisés, non agricoles (0,4 %), terres arables (0,2 %). L'évolution de l’occupation des sols de la commune et de ses infrastructures peut être observée sur les différentes représentations cartographiques du territoire : la carte de Cassini (XVIIIe siècle), la carte d'état-major (1820-1866) et les cartes ou photos aériennes de l'IGN pour la période actuelle (1950 à aujourd'hui).

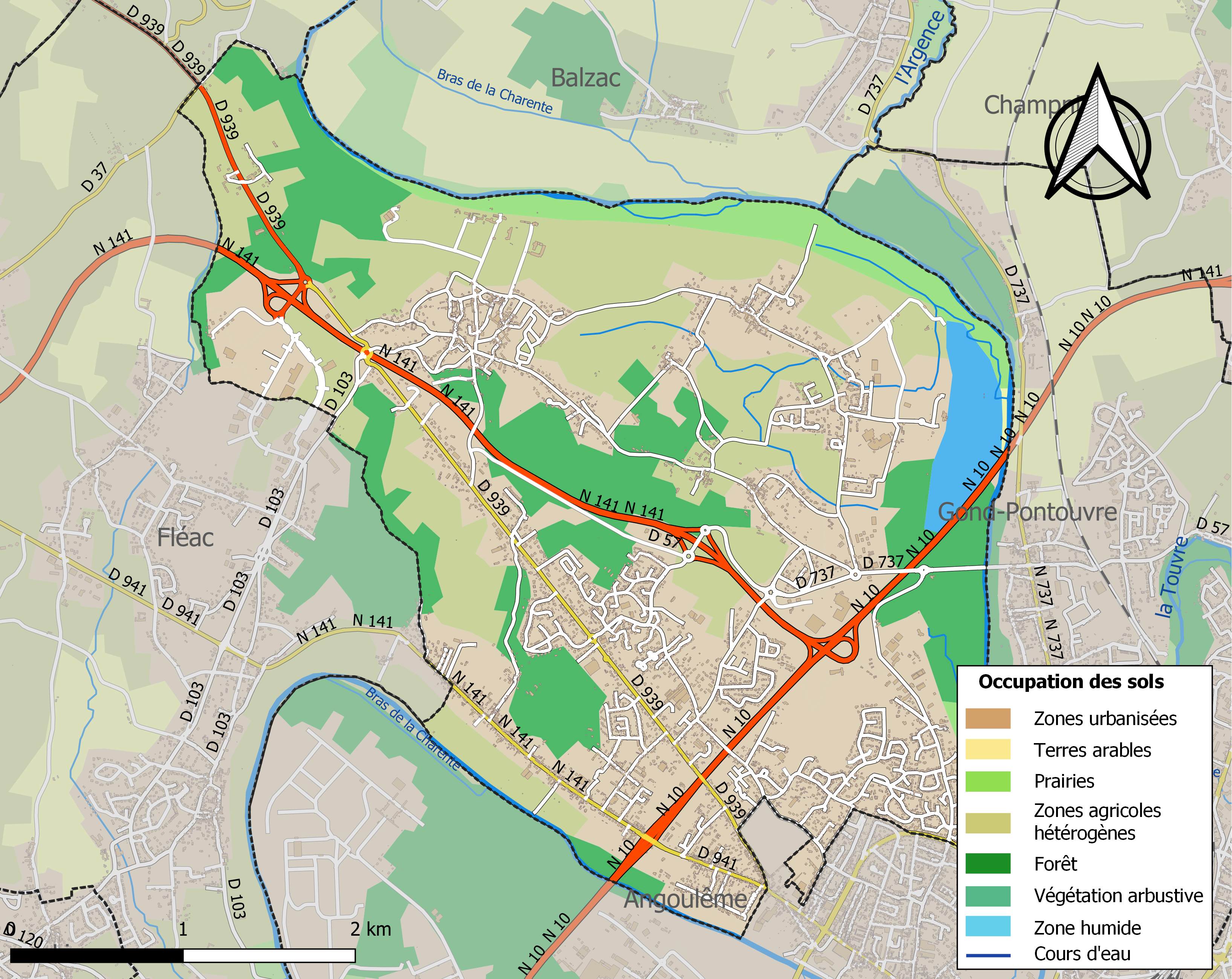
Carte des infrastructures et de l'occupation des sols de la commune en 2018 (CLC).

### Risques majeurs
Le territoire de la commune de Saint-Yrieix-sur-Charente est vulnérable à différents aléas naturels : météorologiques (tempête, orage, neige, grand froid, canicule ou sécheresse), inondations et séisme (sismicité modérée). Il est également exposé à un risque technologique,  le transport de matières dangereuses. Un site publié par le BRGM permet d'évaluer simplement et rapidement les risques d'un bien localisé soit par son adresse soit par le numéro de sa parcelle.

#### Risques naturels
La commune fait partie du territoire à risques importants d'inondation (TRI) Saintes-Cognac-Angoulême, regroupant 46 communes concernées par un risque de débordement du fleuve Charente (34 en Charente et 12 en Charente-Maritime), un des 18 TRI qui ont été arrêtés fin 2012 sur le bassin Adour-Garonne. Les événements antérieurs à 2014 les plus significatifs sont les crues de l'hiver 1779, de 1842, de 1859, du 9 décembre 1882 du 19 février 1904, du 10 janvier 1961, de mars-avril 1962, du 24 décembre 1982 et du 8 janvier 1994. Des cartes des surfaces inondables ont été établies pour trois scénarios : fréquent (crue de temps de retour de 10 ans à 30 ans), moyen (temps de retour de 100 ans à 300 ans) et extrême (temps de retour de l'ordre de 1 000 ans, qui met en défaut tout système de protection). La commune a été reconnue en état de catastrophe naturelle au titre des dommages causés par les inondations et coulées de boue survenues en 1982, 1983, 1993, 1999 et 2021,.

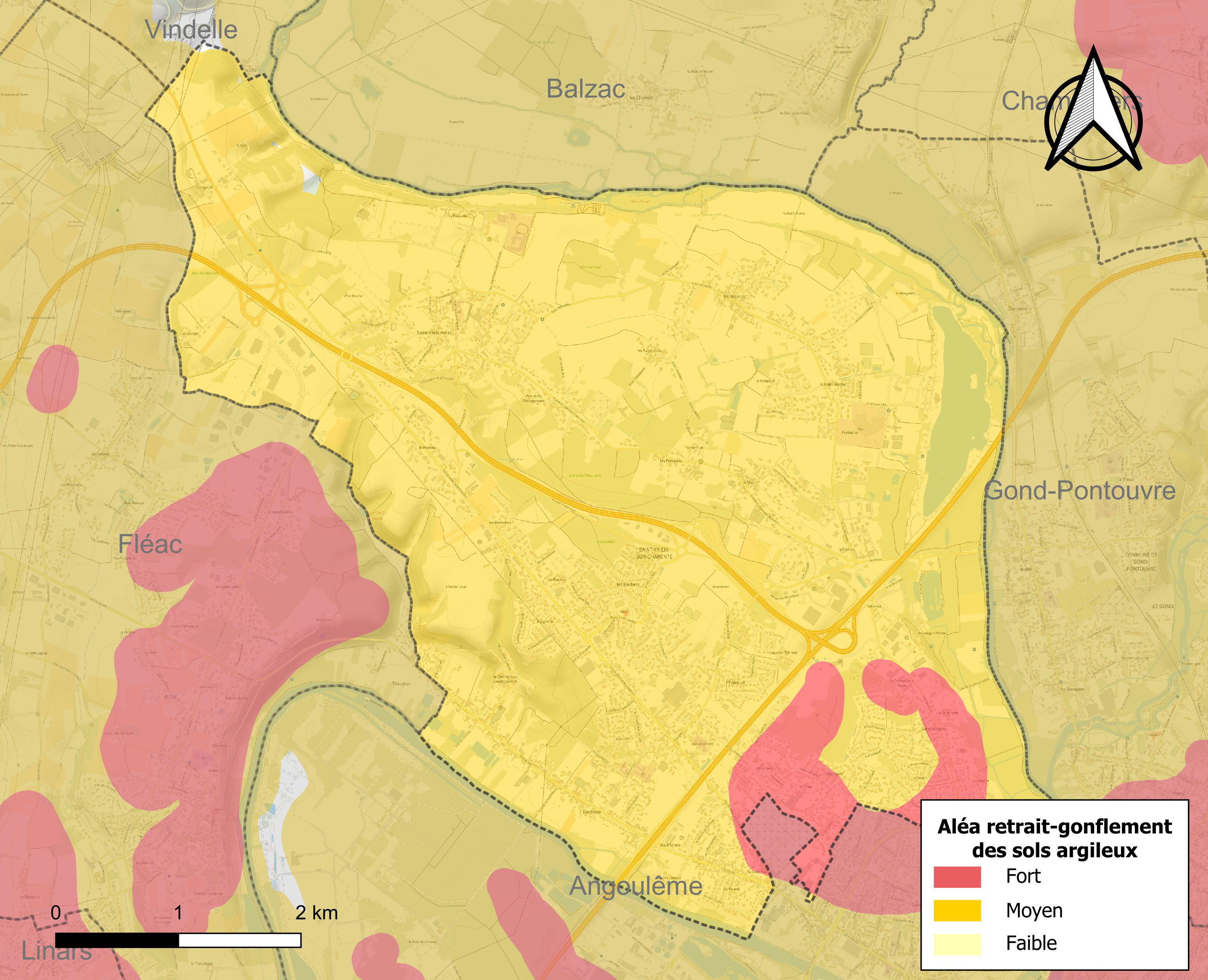
Carte des zones d'aléa retrait-gonflement des sols argileux de Saint-Yrieix-sur-Charente.

Le retrait-gonflement des sols argileux est susceptible d'engendrer des dommages importants aux bâtiments en cas d’alternance de périodes de sécheresse et de pluie. 99,9 % de la superficie communale est en aléa moyen ou fort (67,4 % au niveau départemental et 48,5 % au niveau national). Sur les 3 286 bâtiments dénombrés sur la commune en 2019,  3 286 sont en aléa moyen ou fort, soit 100 %, à comparer aux 81 % au niveau départemental et 54 % au niveau national. Une cartographie de l'exposition du territoire national au retrait gonflement des sols argileux est disponible sur le site du BRGM,.
Par ailleurs, afin de mieux appréhender le risque d’affaissement de terrain, l'inventaire national des cavités souterraines permet de localiser celles situées sur la commune.
Concernant les mouvements de terrains, la commune a été reconnue en état de catastrophe naturelle au titre des dommages causés par la sécheresse en 1989, 1991, 1995, 2003, 2005, 2009, 2011 et 2017 et par des mouvements de terrain en 1999.

#### Risques technologiques
Le risque de transport de matières dangereuses sur la commune est lié à sa traversée par une ou des infrastructures routières ou ferroviaires importantes ou la présence d'une canalisation de transport d'hydrocarbures. Un accident se produisant sur de telles infrastructures est susceptible d’avoir des effets graves sur les biens, les personnes ou l'environnement, selon la nature du matériau transporté. Des dispositions d’urbanisme peuvent être préconisées en conséquence.

## Toponymie
Le nom est attesté sous la forme ancienne Sanctus Aredius vers 1300.
L'origine du nom de Saint-Yrieix est saint Arède, abbé du VIe siècle qui fonda diverses localités du même nom en particulier dans le Limousin,,.
Pendant la Révolution française, la commune de Saint-Yrieix s'est appelée provisoirement Yrieix ou Yrier.
Au début du XXe siècle, Vénat s'écrivait encore Vesnat, noté le Grand Venat et le Petit Venat sur la carte d'État-Major (XIXe siècle), mais inexistant sur la carte de Cassini (XVIIIe siècle). Saint-Yrieix n'était pas mentionné sur ces cartes, bien que la commune ait été créée Saint-Yrieix en 1793. Le nom actuel de Saint-Yrieix-sur-Charente lui a été donné en 1922.

### Prononciation
Le x final de « Saint-Yrieix » était traditionnellement muet, comme pour son homonyme Saint-Yrieix-la-Perche. Mais avec l'arrivée importante de nouveaux habitants au XXe siècle, une prononciation sonore de ce x s'est répandue à partir des années 1960 et est désormais majoritaire.

## Histoire

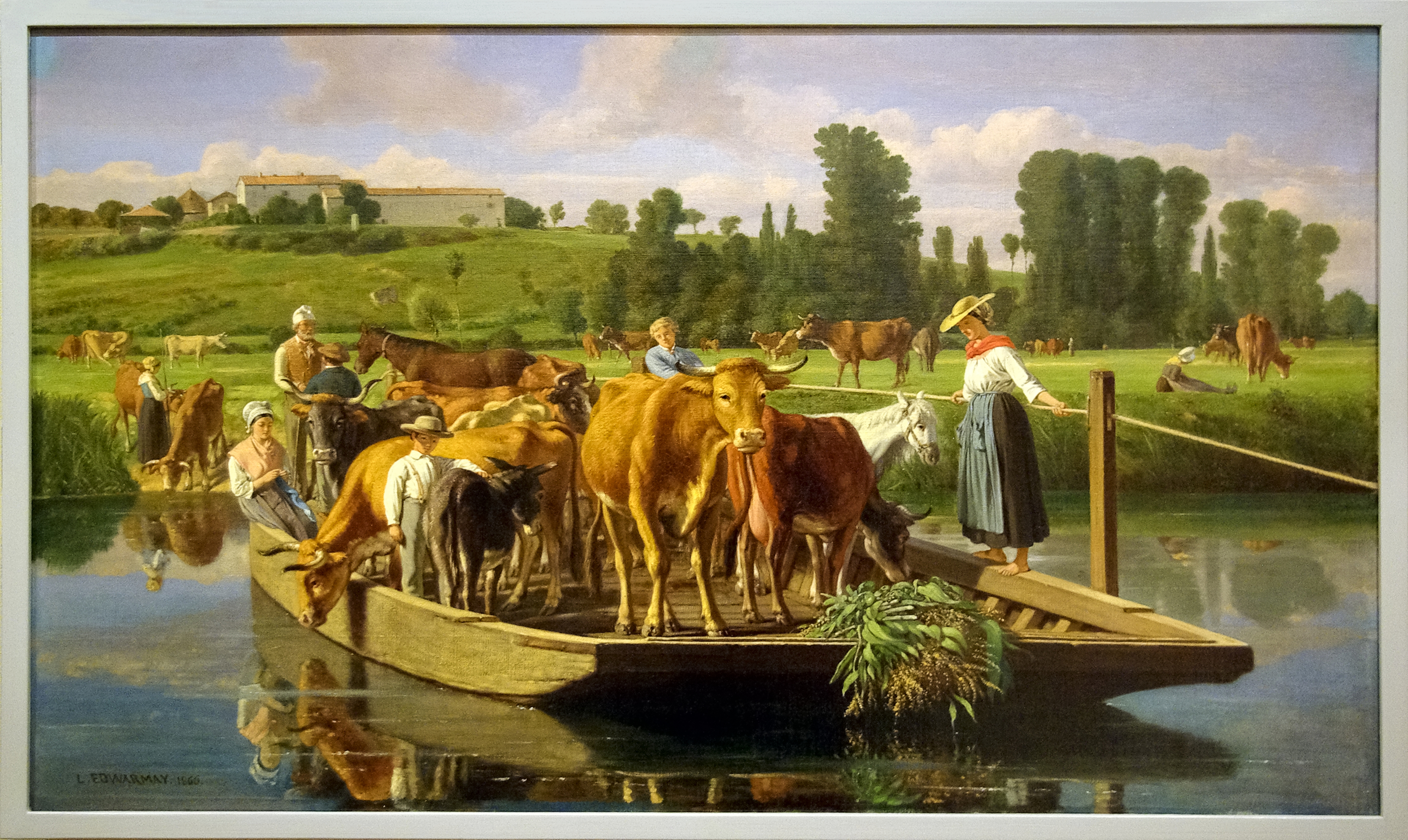
Bac sur la Charente en 1866 à Roffit. Au fond, la Grange à l'Abbé.

L'Antiquité a laissé de nombreux vestiges dans la commune. À Vénat, on a découvert un important dépôt de la fin du Bronze final (VIIIe siècle av. J.-C.). Aux Planes, des sépultures du Néolithique et protohistoriques ont été vues. La tombe des Planes et son mobilier champenois-bourguignon est la tombe d'une des premières femmes celtes arrivées dans la région, au Ve siècle av. J.-C. Des traces d'habitat des époques romaines et carolingiennes ont aussi été trouvées.
L'histoire de la commune est souvent liée à l'ancienne abbaye de Saint-Cybard à Angoulême, toute proche et dont elle dépendait. Son origine provient d'un ancien oratoire Saint-Yrieix situé près de cette abbaye, sur la rive droite de la Charente où se situe l'actuel quartier de Saint-Cybard,.
Sous l'Ancien Régime, la Grange-à-l'Abbé, dont on peut voir encore le magnifique pigeonnier, était l'ancienne grange dîmière gérée par quelques moines de l'abbaye où l'abbé de Saint-Cybard, qui était le seigneur de Saint-Yrieix, percevait le produit de la dîme.
En 1747, les Cordeliers d'Angoulême ont construit une chapelle à Chantoiseau, près de Vénat, sur un domaine qu'ils possédaient. Celui-ci a été dilapidé à la Révolution et remplacé par une ferme, mais le clocher-arcade de la chapelle a été remonté au-dessus de la maison d'habitation.
Il n'y a pas de véritable bourg à Saint-Yrieix. La mairie était située à Vénat, et une église y a été construite en 1848 grâce à une souscription de ses fidèles.
Le château de la Pouyade a été construit en 1870 sur une ancienne maison noble. Il appartenait au début du XXe siècle à un riche négociant bordelais. Pendant la Seconde Guerre mondiale, il a été occupé par les Allemands. À la fin de la guerre il a été confisqué et vendu à la communauté des « Sœurs apostoliques du Bon Pasteur », dont les bâtiments de la rue de Paris à Angoulême avaient été détruits par les bombardements. En 1990, l'institution cessa son activité et le château fut transformé en résidence hôtelière et centre de séminaires.
Pendant la première moitié du XXe siècle, la commune était desservie par la petite ligne ferroviaire d'intérêt local à voie métrique des Chemins de fer départementaux, la ligne d'Angoulême à Matha, appelée le Petit Rouillac. La station était près du bourg de Vénat. Le tracé de cette ancienne ligne a été en grande partie repris par le réseau routier dans les années 1980.
En 1963, la mairie a été transférée aux Rochers.

## Politique et administration

### Liste des maires
| Période                                  | Période                   | Identité                     | Étiquette    | Qualité                                                                   |
| ---------------------------------------- | ------------------------- | ---------------------------- | ------------ | ------------------------------------------------------------------------- |
| Les données manquantes sont à compléter. |                           |                              |              |                                                                           |
| 1800                                     | 1812                      | Jean Priollaud               |              |                                                                           |
| 1813                                     | 1814                      | Pierre Debrande              |              |                                                                           |
| 1814                                     | 1815                      | M. Coupillaud                |              |                                                                           |
| 1815                                     | 1831                      | Jean Bloin                   |              |                                                                           |
| 1831                                     | 1865                      | Pierre-Jean-Baptiste Guénard |              |                                                                           |
| 1866                                     | 1881                      | Jean Priolaud                |              |                                                                           |
| 1881                                     | 1900                      | Jean Ravanaud                |              |                                                                           |
| 1900                                     | 1911                      | Jean Marvaud                 |              |                                                                           |
| 1911                                     | 1917                      | Constant Priolaud            |              |                                                                           |
| 1917                                     | 1944                      | Maurice Michaud              |              | Chevalier de la Légion d'honneur                                          |
| 1944                                     | 1959                      | Louis Indeau                 |              |                                                                           |
| 1959                                     | 1974                      | André Dagnas                 |              |                                                                           |
| 1974                                     | juin 1995                 | Jean Gesson                  | Centre droit | Maraîcher Adjoint au maire (1971 → 1974)                                  |
| juin 1995                                | mai 2020                  | Denis Dolimont               | PS puis DVG  | Professeur de technologie Vice-président du Grand Angoulême (2017 → 2020) |
| mai 2020                                 | En cours (au 25 mai 2020) | Jean-Jacques Fournié         | PS           | Cadre de la fonction publique Conseiller délégué du Grand Angoulême       |

## Démographie

### Évolution démographique
L'évolution du nombre d'habitants est connue à travers les recensements de la population effectués dans la commune depuis 1793. Pour les communes de moins de 10 000 habitants, une enquête de recensement portant sur toute la population est réalisée tous les cinq ans, les populations de référence des années intermédiaires étant quant à elles estimées par interpolation ou extrapolation. Pour la commune, le premier recensement exhaustif entrant dans le cadre du nouveau dispositif a été réalisé en 2004.

En 2022, la commune comptait 7 556 habitants, en évolution de +4,32 % par rapport à 2016 (Charente : −0,48 %, France hors Mayotte : +2,11 %).
| 1793 | 1800 | 1806 | 1821 | 1831 | 1841 | 1846 | 1851 | 1856 |
| ---- | ---- | ---- | ---- | ---- | ---- | ---- | ---- | ---- |
| 597  | 698  | 678  | 776  | 812  | 804  | 878  | 841  | 878  |

| 1861 | 1866 | 1872 | 1876 | 1881  | 1886  | 1891  | 1896  | 1901  |
| ---- | ---- | ---- | ---- | ----- | ----- | ----- | ----- | ----- |
| 916  | 937  | 918  | 923  | 1 178 | 1 316 | 1 500 | 1 471 | 1 577 |

| 1906  | 1911  | 1921  | 1926  | 1931  | 1936  | 1946  | 1954  | 1962  |
| ----- | ----- | ----- | ----- | ----- | ----- | ----- | ----- | ----- |
| 1 705 | 1 817 | 1 827 | 1 873 | 2 018 | 2 206 | 2 749 | 2 907 | 3 078 |

| 1968  | 1975  | 1982  | 1990  | 1999  | 2004  | 2006  | 2009  | 2014  |
| ----- | ----- | ----- | ----- | ----- | ----- | ----- | ----- | ----- |
| 3 531 | 4 035 | 5 317 | 6 436 | 6 373 | 6 750 | 6 867 | 6 978 | 7 210 |

| 2019  | 2022  | - | - | - | - | - | - | - |
| ----- | ----- | - | - | - | - | - | - | - |
| 7 381 | 7 556 | - | - | - | - | - | - | - |

### Pyramide des âges
En 2018, le taux de personnes d'un âge inférieur à 30 ans s'élève à 30,4 %, soit au-dessus de la moyenne départementale (30,2 %). À l'inverse, le taux de personnes d'âge supérieur à 60 ans est de 32,1 % la même année, alors qu'il est de 32,3 % au niveau départemental.
En 2018, la commune comptait 3 436 hommes pour 3 891 femmes, soit un taux de 53,1 % de femmes, légèrement supérieur au taux départemental (51,59 %).
Les pyramides des âges de la commune et du département s'établissent comme suit.
| Hommes | Classe d’âge | Femmes |
| ------ | ------------ | ------ |
| 1,0    | 90 ou +      | 1,8    |
| 8,3    | 75-89 ans    | 10,2   |
| 21,2   | 60-74 ans    | 21,7   |
| 19,7   | 45-59 ans    | 20,6   |
| 17,8   | 30-44 ans    | 16,7   |
| 14,5   | 15-29 ans    | 12,7   |
| 17,5   | 0-14 ans     | 16,4   |

| Hommes | Classe d’âge | Femmes |
| ------ | ------------ | ------ |
| 1      | 90 ou +      | 2,7    |
| 9,2    | 75-89 ans    | 12     |
| 20,6   | 60-74 ans    | 21,3   |
| 20,7   | 45-59 ans    | 20,3   |
| 16,8   | 30-44 ans    | 16     |
| 15,6   | 15-29 ans    | 13,4   |
| 16,1   | 0-14 ans     | 14,3   |

## Économie

### Agriculture
La fertilité de la plaine de Vénat et des Planes a toujours été propice à une importante agriculture maraîchère alimentant les marchés d'Angoulême.
La viticulture continue à occuper une petite partie de l'activité agricole. La commune est classée dans les Fins Bois, dans la zone d'appellation d'origine contrôlée du cognac.

### Industries
Contrairement à d'autres villes de l'agglomération d'Angoulême, Saint-Yrieix est peu industrielle.
Le parc Euratlantic, en limite de la commune de Fléac, est une petite zone d'emplois.

### Commerces
La commune ne compte que des petits commerces, contrairement à d'autres communes de la périphérie d'Angoulême.

## Équipements, services et vie locale

### Enseignement
Saint-Yrieix possède quatre écoles publiques :
- au bourg (Vénat, rue de l'Ancienne-Mairie) :
- l'école maternelle Clairefontaine, avec trois classes,
  - l'école élémentaire Nicolas-Vanier, avec cinq classes
- à Bardines, rue des Écoles :
  - l'école maternelle la Marelle, avec cinq classes,
  - l'école élémentaire Claude-Roy, avec dix classes.

Le secteur du collège se partage entre Gond-Pontouvre (René-Cassin) et Angoulême (Jules-Verne ou Anatole-France) selon le lieu d'habitation.
Le lycée technologique et professionnel Saint-Joseph-l'Amandier pourvoit aux filières d'hôtellerie-restauration, esthéticiennes et ventes ; CAP, Bac pro et BTS.

### Sports et loisirs
La commune bénéficie d'un étang appelé plan d'eau de la Grande Prairie, qui s'étend sur 26 hectares, réunion d'anciennes sablières dans la vallée de la Charente au lieu-dit Roffit, et sur lequel sont pratiquées diverses activités nautiques.
Il a par ailleurs été construit un centre nautique et aqualudique doté d'une patinoire, baptisé Nautilis, à proximité du plan d'eau.
Le stade des Rochers, le gymnase des Berneries et des terrains de tennis complètent l'équipement sportif.
La commune a reçu deux fois la Pétanque EuroCup (compétition européenne des clubs de pétanque) en 2018 et 2019.

### Transports urbains
Ils sont assurés par la STGA.

## Culture locale et patrimoine

### Lieux et monuments

#### Patrimoine religieux
- L'église paroissiale de Vénat, datant du XIXe siècle, est située au vieux bourg de Saint-Yrieix.
- La chapelle Notre-Dame-de-la-Route, située aux Planes, a été construite en 1950[37].

Église de Saint-Yrieix Vénat
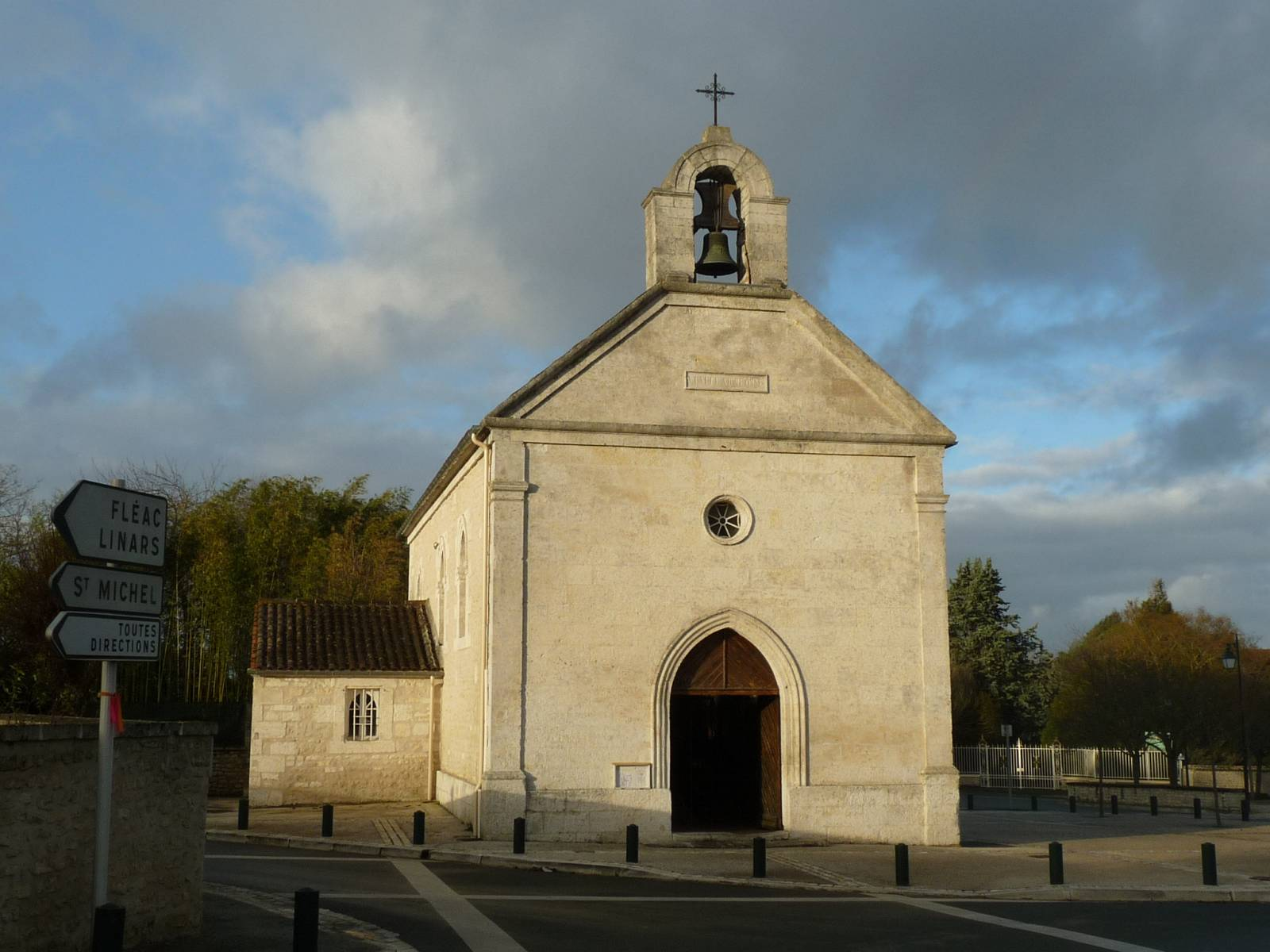
La façade.
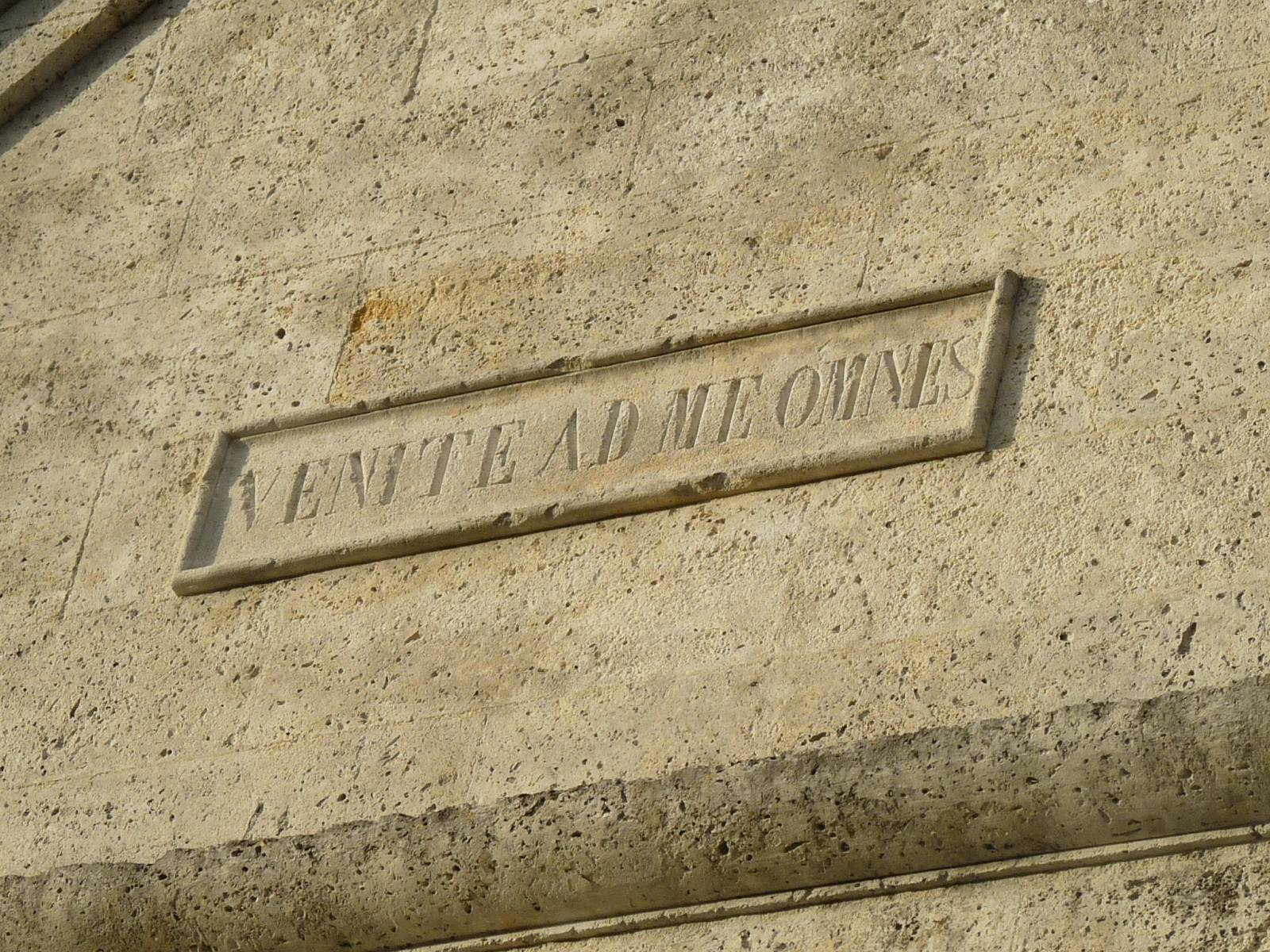
Inscription sur le tympan « Venez tous à moi »
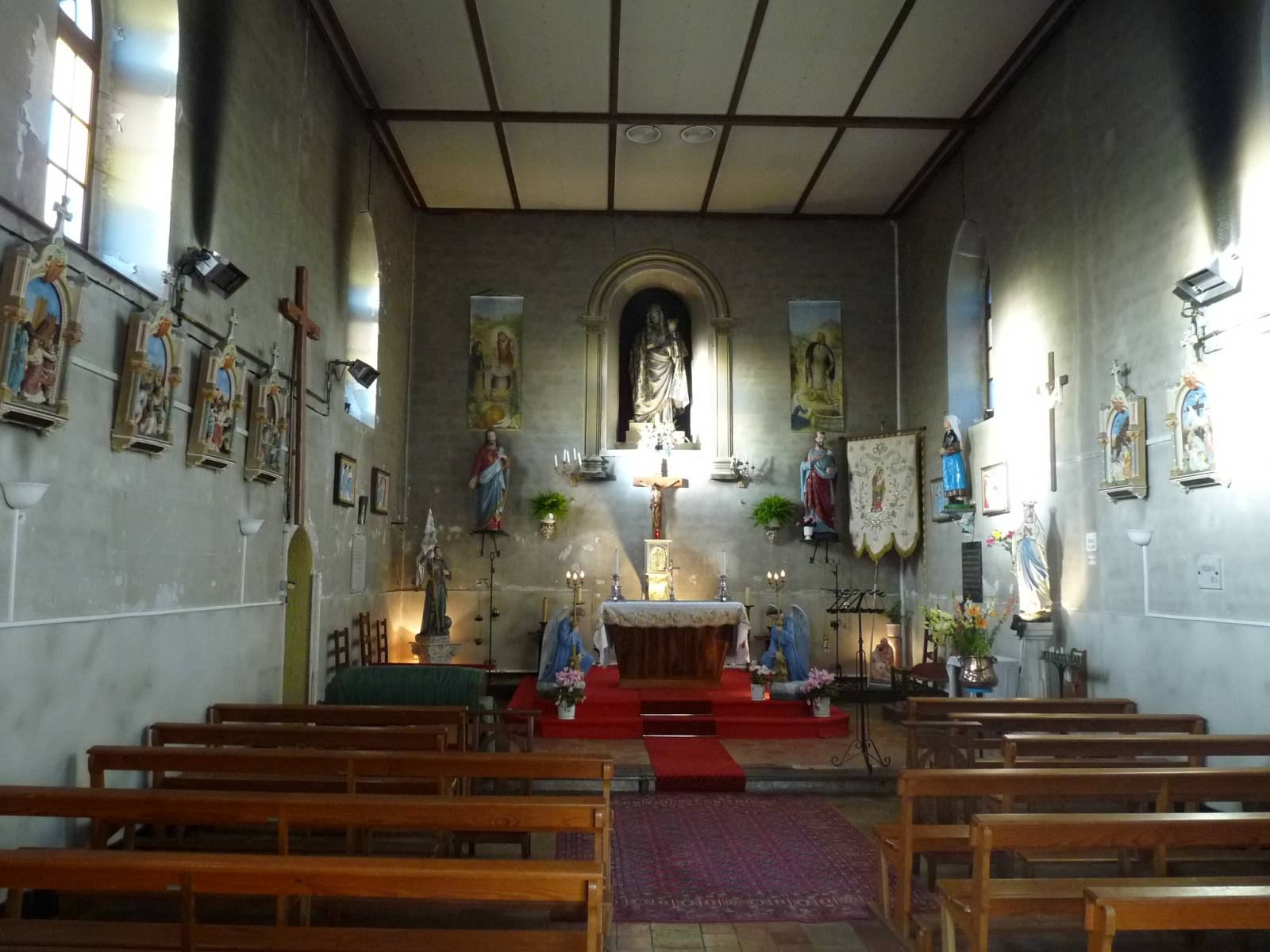
L'intérieur.

#### Patrimoine civil
- Le château de la Pouyade. Comme son nom l'indique (vieil occitan pujada : côte), il est situé au sommet d'une côte dominant la Charente, en fait la rive concave. L'ancienne maison noble a disparu pour laisser place à un château édifié au XVIIIe siècle[50]. Entre 1845 et 2020, il a appartenu aux sœurs de Notre-Dame de la Charité du Bon Pasteur de la maison-mère d'Angers, et a été aménagé en centre social et de séminaires[51].
- Logis de l'Épineuil.
- Logis de Fontastier.
- Domaine de Fontchaudière.

## Pigeonnier de La Grange à l’abbé

### Historique du domaine
Le domaine de la grange à l’abbé date du XVIIe siècle, il devait être sous la direction de Henri de Reffuge (1640 à 1688), abbé de l'église de Saint-Cybard. C’était le lieu de perception de la dîme, versée par les habitants des paroisses de Saint Cybard et Saint-Yrieix au profit de l’abbaye de Saint-Cybard.
Ce grand domaine dominant la vallée de la Charente était composé de deux logis. D’abord l’ancienne ferme, (aujourd’hui disparue) était dotée en façade de quatre meurtrières s’ouvrant sur la vallée et comportait plusieurs corps de bâtiments, dont une écurie. Au milieu, une cour rectangulaire et son entrée marquée par un porche en arc ainsi qu’un joli puits couvert d’un chapeau pyramidal (rénové). Un grand four à pain était accolé à un mur à l’autre bout du logis. Ensuite, la partie aujourd’hui rénovée du logis fait face au pigeonnier.
On retrouve les plus anciennes représentations du domaine sur une huile sur toile peinte par L. Edwarnay en 1866 intitulée Bac sur la Charente (fig.1). Elle est exposée au musée de la ville d’Angoulême. Ce lieu de passage sur le fleuve Charente, était le seul lieu permettant de joindre les communes de Gond-Pontouvre et Saint-Yrieix-sur-Charente. Nous distinguons en arrière-plan La Grange à l’Abbé (fig. 2 et 3).

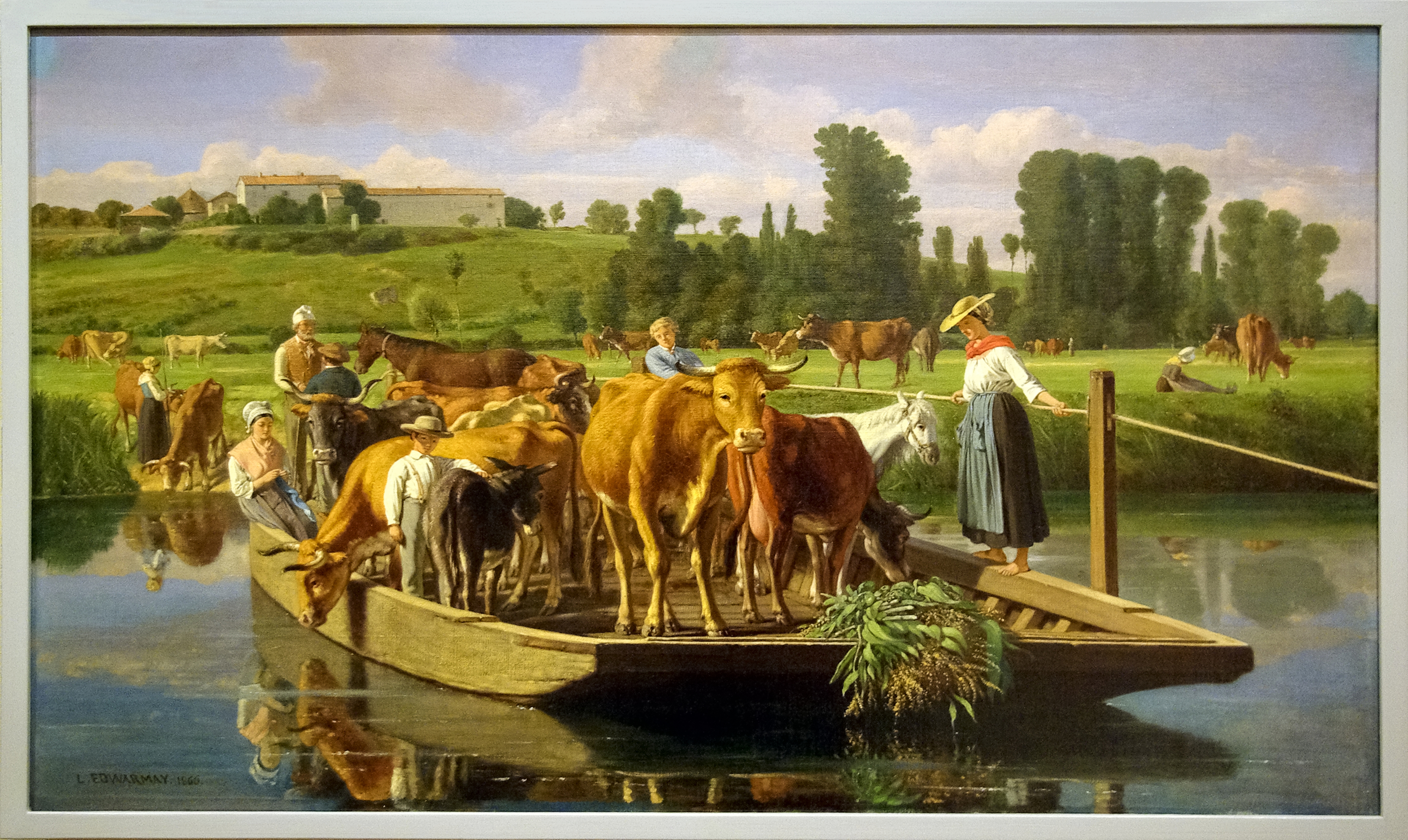
1 le Bac à Roffit.
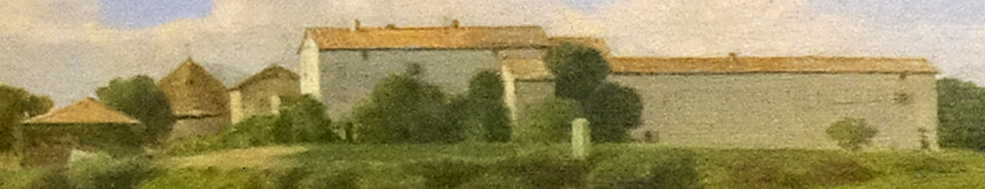
2. Zoom la grange à l'abbé.
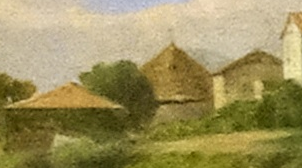
3. zoom pigeonnier.

### Le pigeonnier
Comme la plupart des domaines seigneuriaux, la Grange à l’abbé possédait un pigeonnier datant vraisemblablement de la même période que le logis.

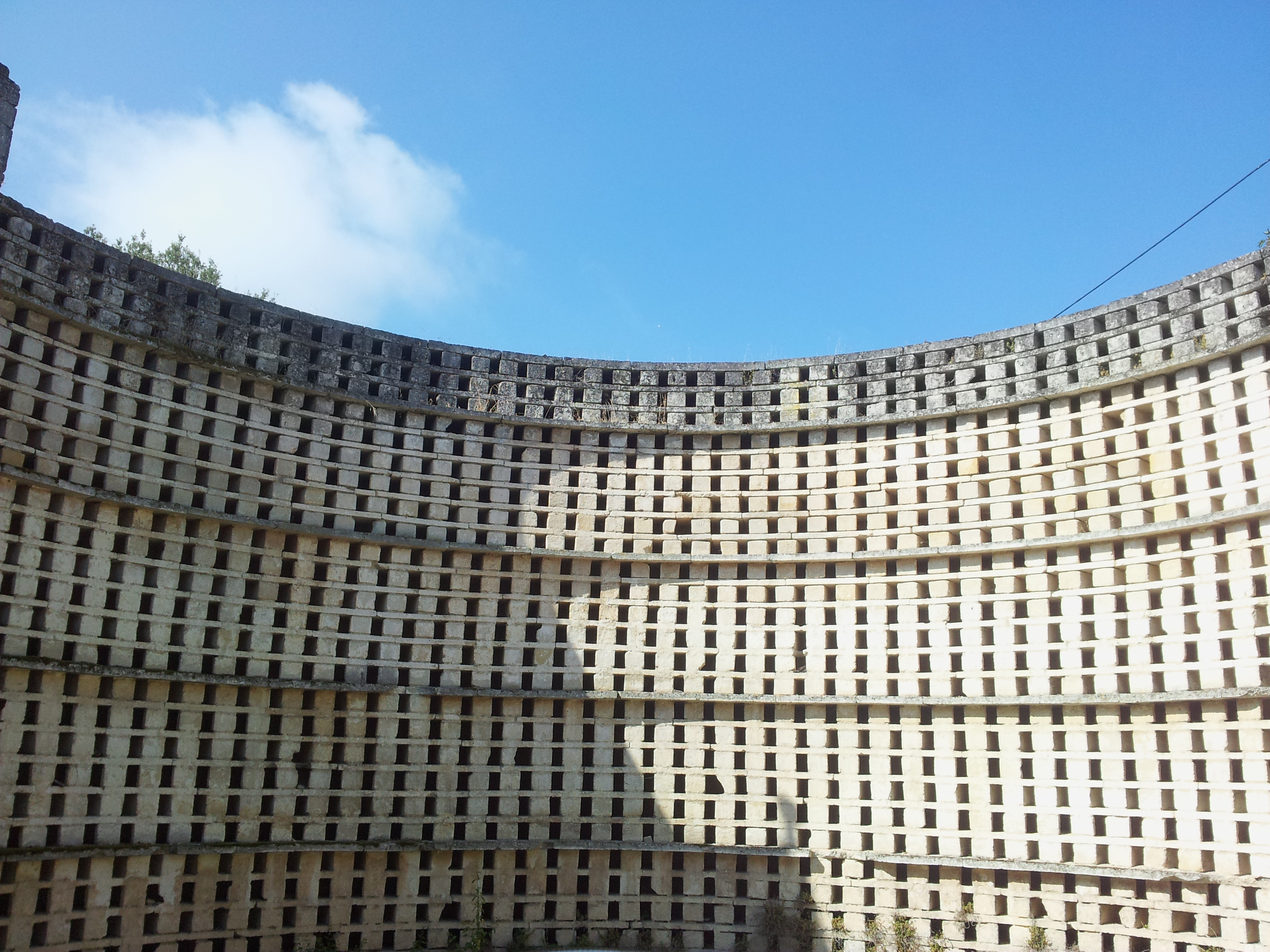
4.intérieur pigeonnier.

La construction d'un pigeonnier était le privilège des nobles et de l'église. Une distance de 50 arpents était cependant nécessaire entre le pigeonnier et les terres cultivées afin que les nombreux pigeons ne détruisent pas les cultures. Les pigeons étaient surtout élevés pour la récolte de la fiente. Il s'agit en effet d'un engrais naturel très riche pour les cultures. En période de disette, les pigeons pouvaient aussi être consommés.
Le pigeonnier de la Grange à l’abbé dispose de mensurations tout à fait remarquables. Il mesure 10,5 m de diamètre intérieur et 12,3 m extérieur (épaisseur des murs : 90 cm). Avec une superficie de 93 m2 sur une hauteur de mur de 6,6 m il compte près de 2 800 boulins à ce jour (fig.4). Il en comptait plus de 3 000 à l'origine. La propriété couvrait une superficie minimale de 1400 hectares selon le mode de calcul définissant la surface couverte pour chaque boulin existant. En effet chaque boulin était équivalent à un acre soit 5000 m2 environ.
Probablement l'un des plus grands de la région nouvelle aquitaine, le pigeonnier dispose sur son périmètre d'une saillie de pierre arrondie sur la partie supérieure et en creux sur la partie inférieure appelée communément larmier ou randière, ce qui en faisait une barrière infranchissable pour tout nuisible de type rat ou fouine (fig. 5)
L'éclairage et la ventilation du pigeonnier étaient assurés par deux lucarnes autorisant également l'envol des pigeons. Les lucarnes possèdent un arc en accolade et sont surmontées d'un fronton triangulaire couronné d'un pinacle (fig. 6).
Le centre du pigeonnier était doté d'un mat carré tournant sur un axe pris dans le sol, et fixé sur la charpente à l'autre extrémité. Sur quatre niveaux à hauteur des nids et en quinconce, une plateforme formant une échelle était fixée sur chaque face du mat afin d'inspecter les nids, récupérer la fiente et occasionnellement prélever des pigeons pour se nourrir.
Un petit blason sculpté (fig. 7) orne le linteau de la porte originelle (fig. 8). Ce blason représente deux étoiles séparées par une ondée et une étoile en dessous. Il symbolise vraisemblablement les églises de Saint-Yrieix et Saint-Cybard, en partie haute, le fleuve Charente au milieu, et en dessous le rattachement à l'Evêché d'Angoulême.
La toiture en poivrière s'est effondrée dans les années 1980 (fig. 9).
En 2022, l'édifice fait partie des douze sites de la Nouvelle-Aquitaine retenus pour bénéficier de l'aide du Loto du patrimoine et doit recevoir à ce titre une aide de 242 000 € de la part de la Mission Patrimoine de Stéphane Bern, qui devrait permettre la reconstruction de la toiture.

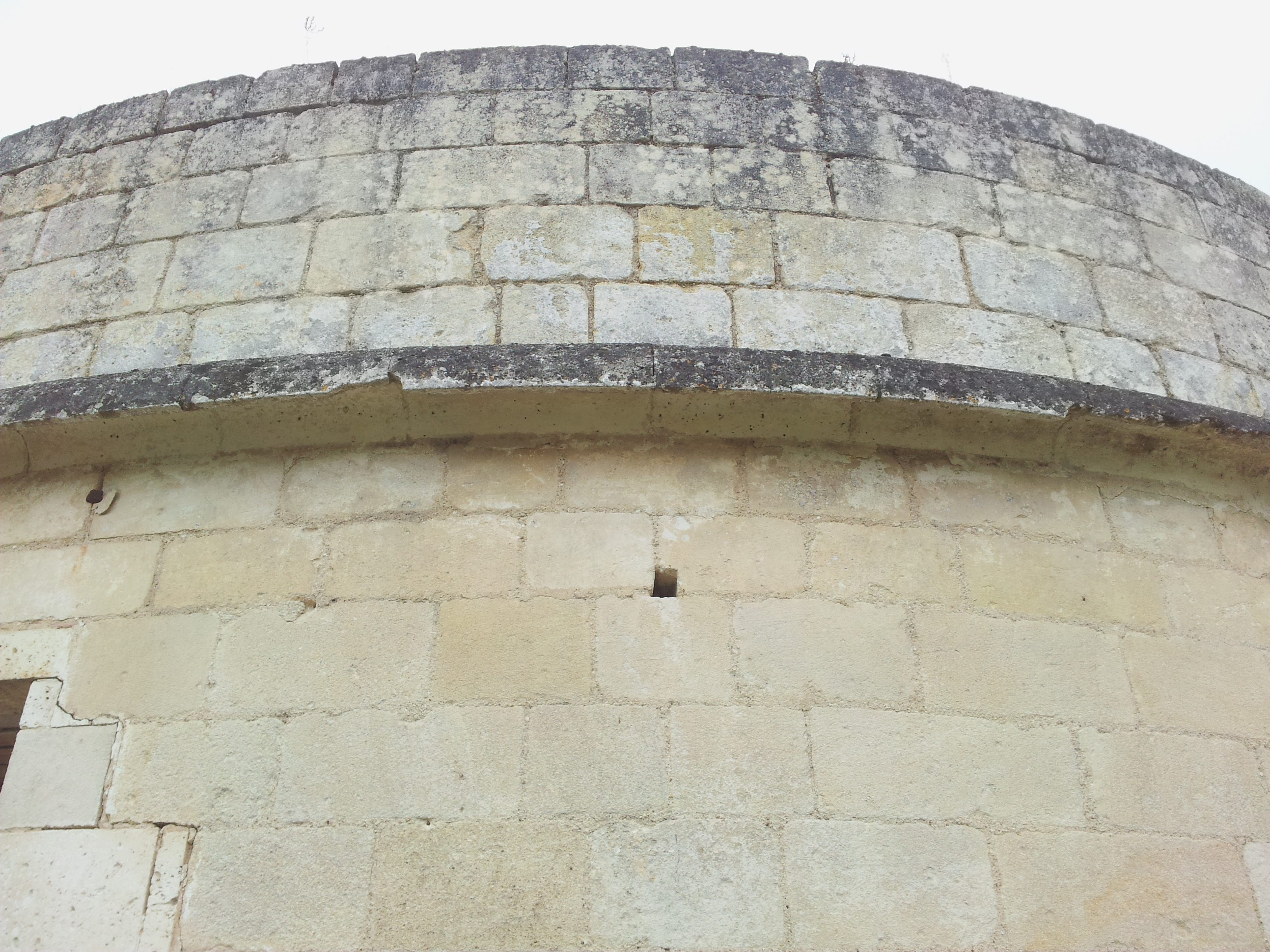
5. Corniche anti-nuisibles.
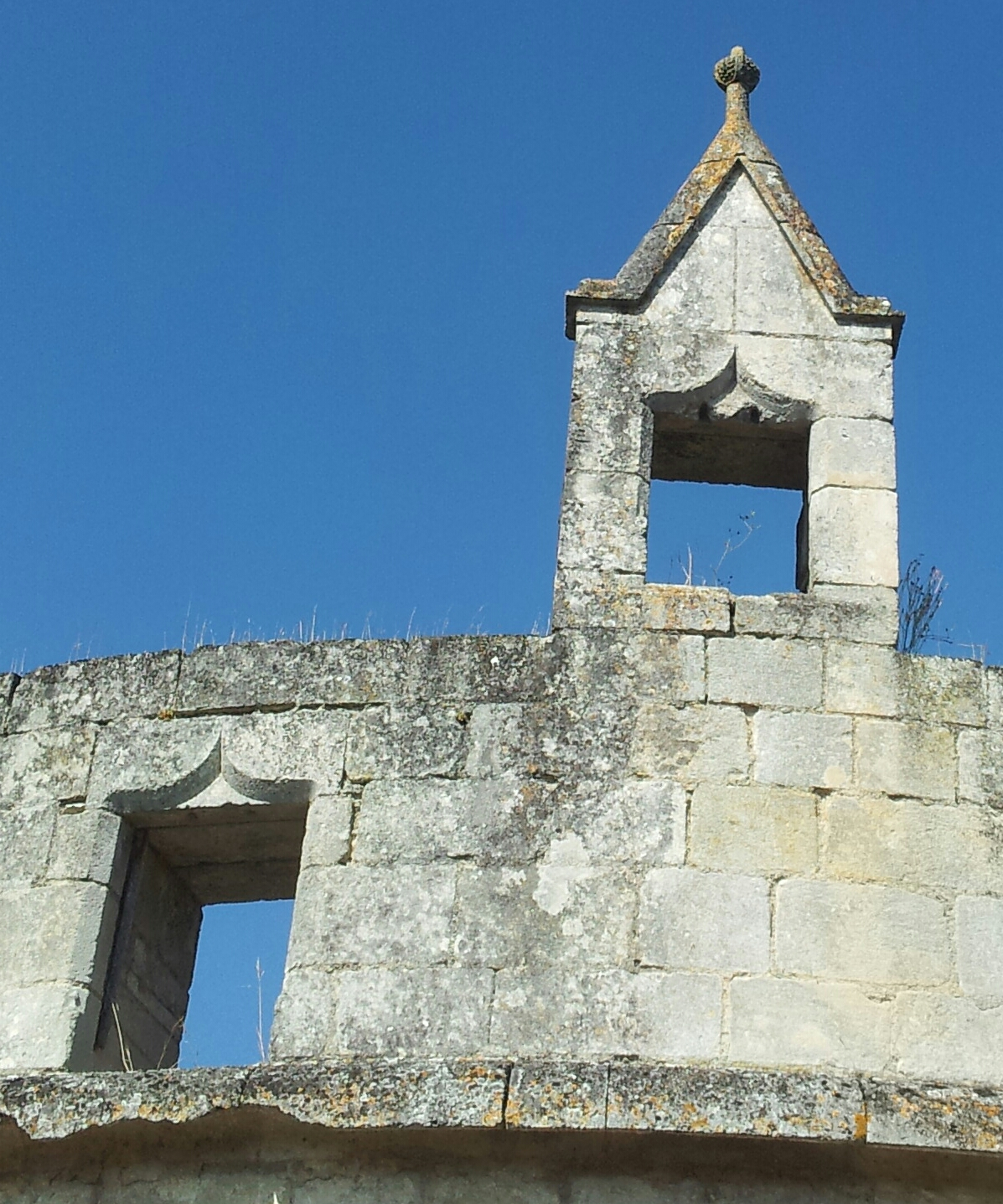
6. Lucarne et fenêtre.
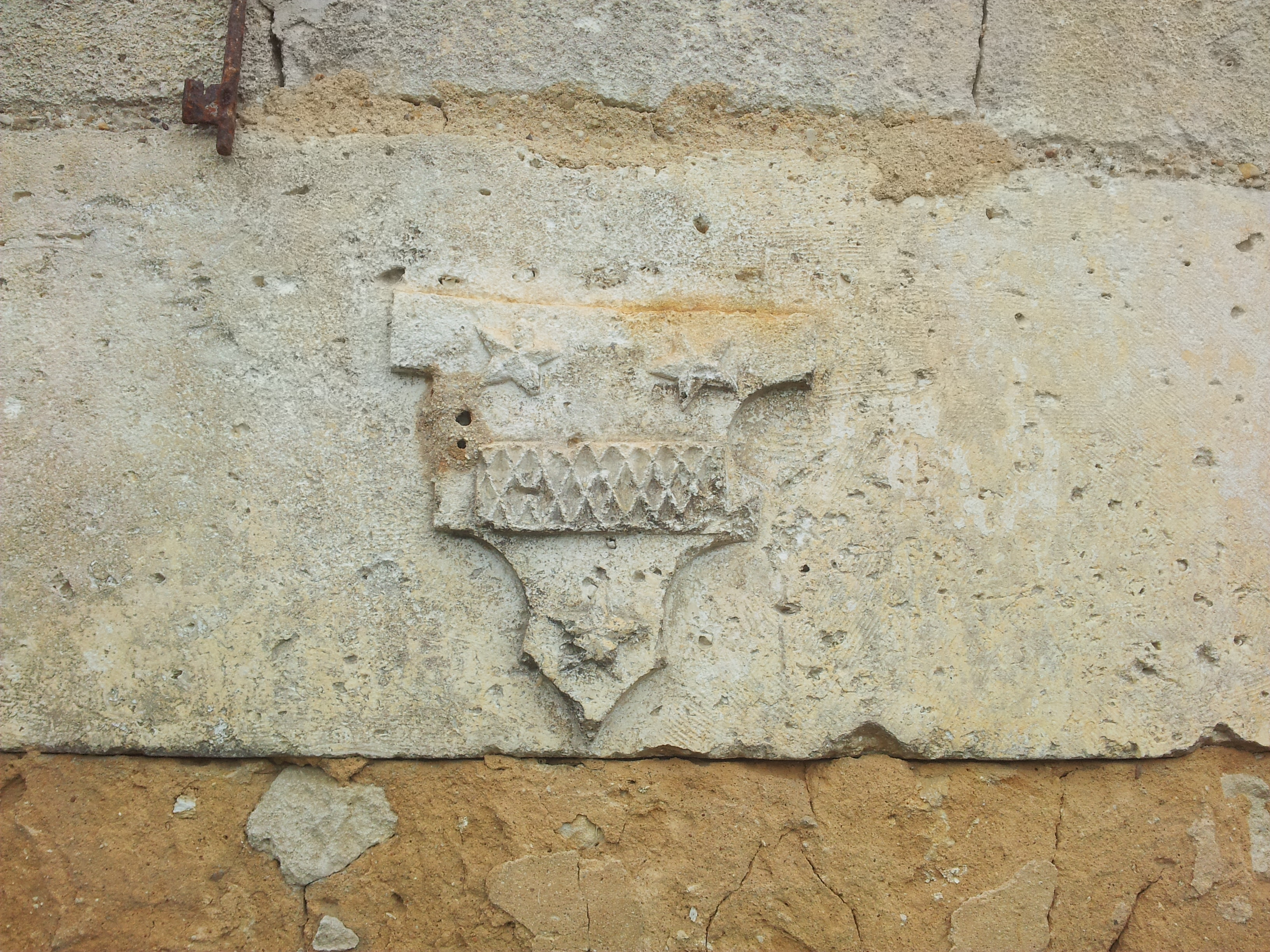
7. Blason.
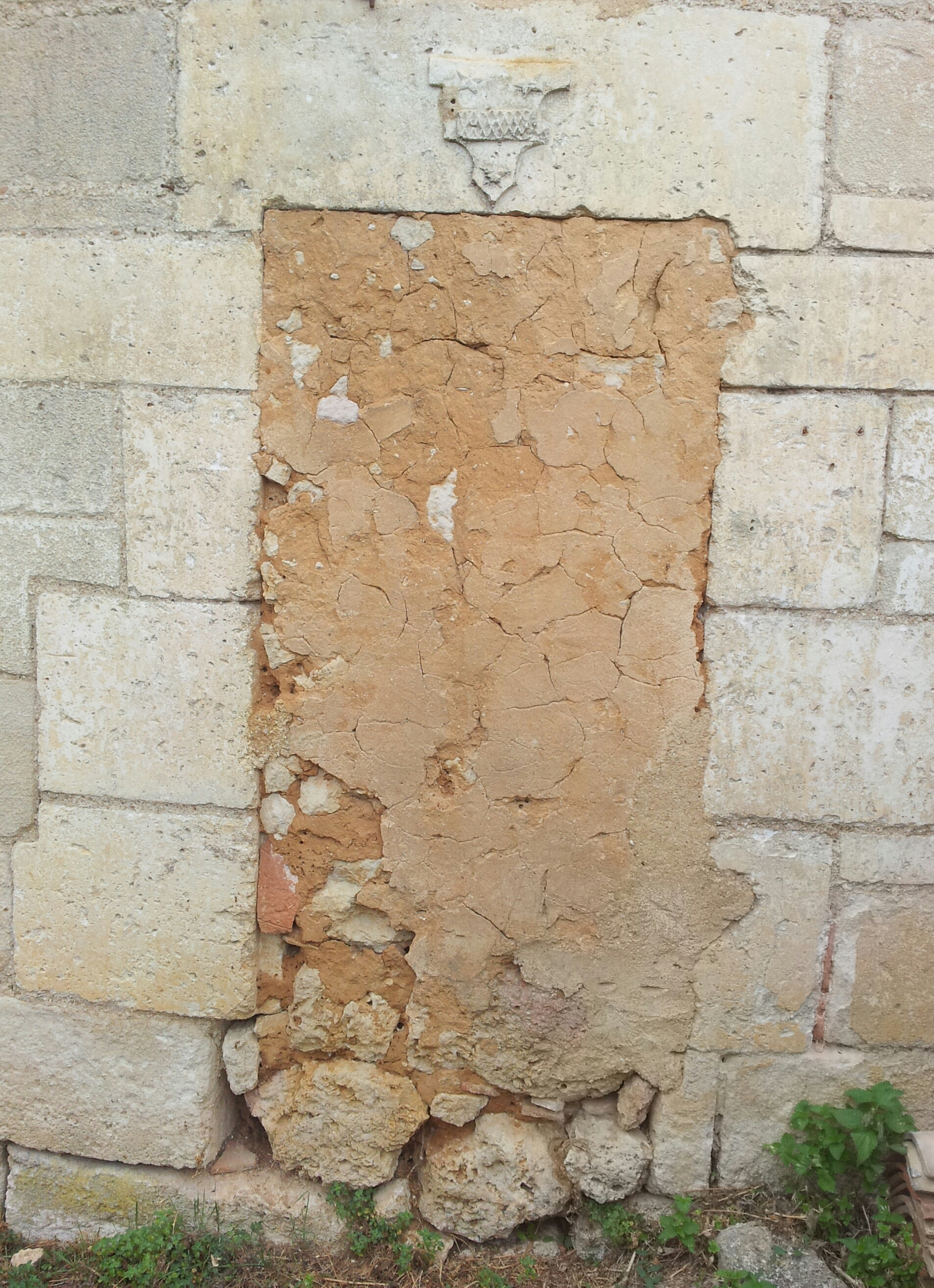
8. Porte d'origine.
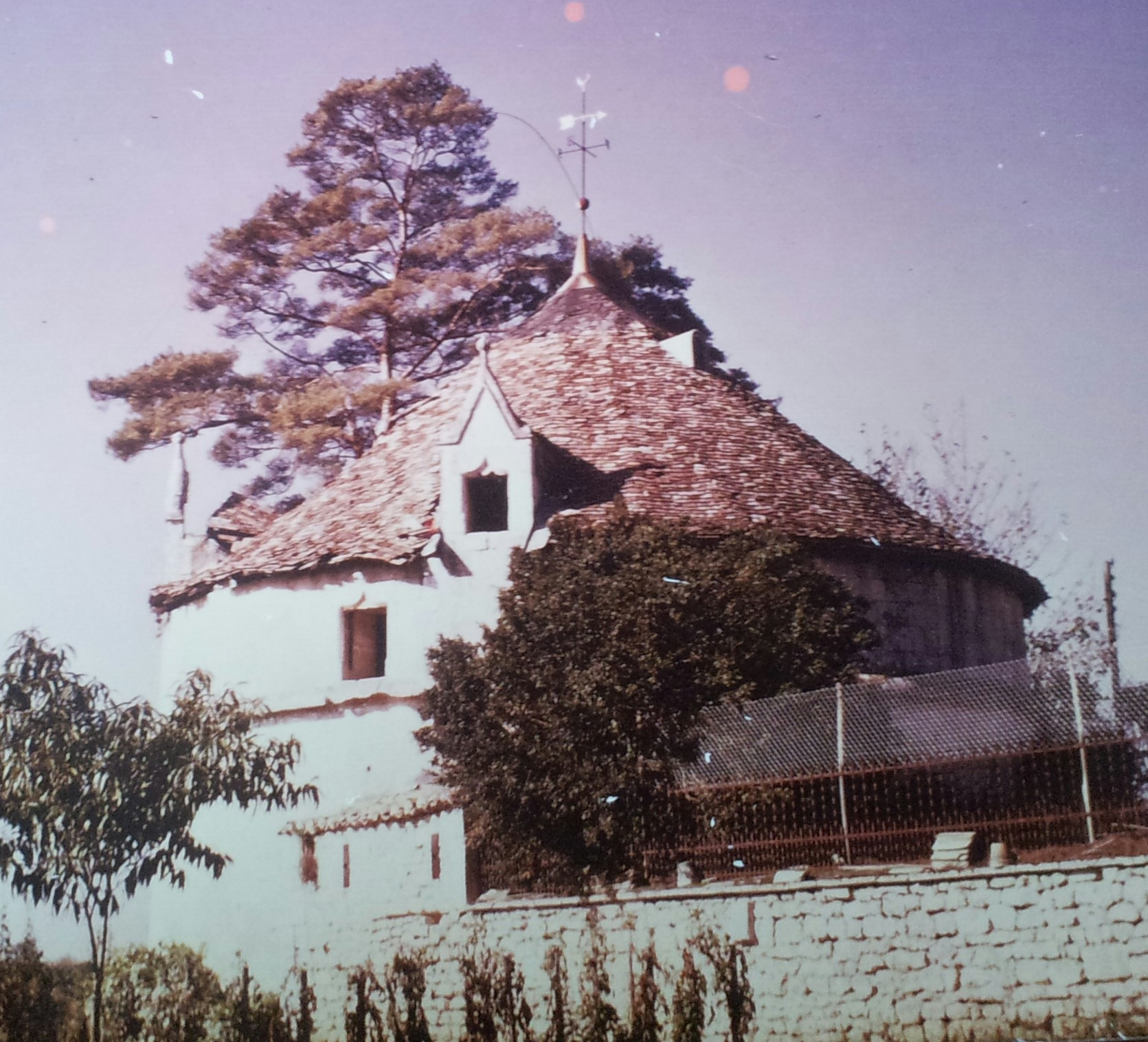
9. le pigeonnier en 1972.
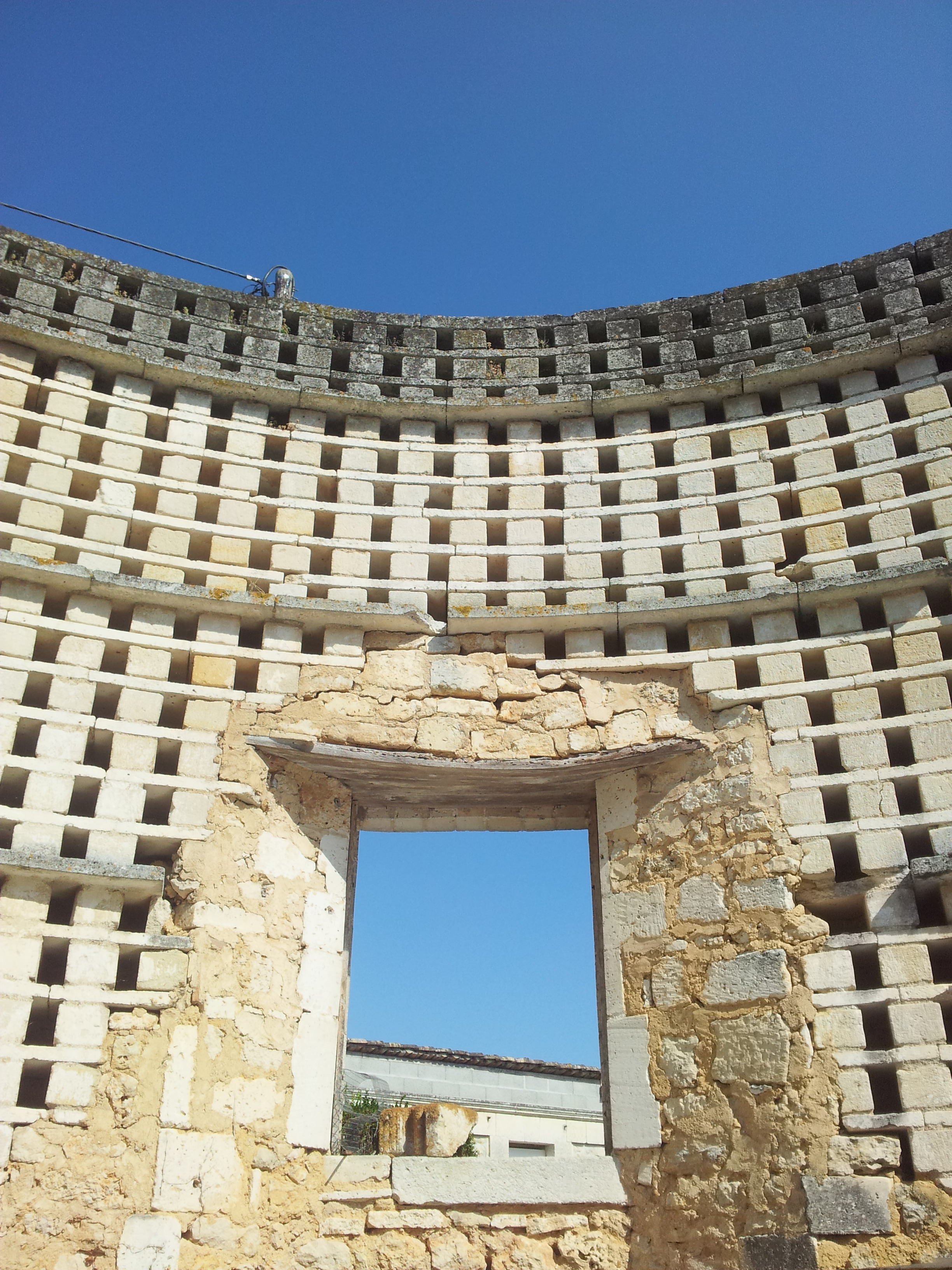
Une ancienne ouverture à rénover.

Le domaine fut vendu comme bien national en 1791, et François Marsat acheta le domaine en 1820. Il demeure à ce jour encore propriété des descendants.

### Anecdotes et légendes
On peut ajouter au charme du lieu quelques particularités significatives.
Le domaine était doté de deux fontaines en contrebas (devenues depuis publiques) :
La Fontaine des amoureux, ainsi dénommée pour sa situation dans la nature permettant des rencontres discrètes à certaines époques. Au printemps, les couples venaient cueillir les tulipes fritillaires, aujourd'hui moins présentes en raison d'une végétation plus dense.
La Fontaine de la pierre qui tape, était ainsi nommée par les anciens. Il fut dit que l'orifice de sortie de l'eau était obstrué par une pierre ronde, laquelle avec la pression de l'eau, était projetée contre le rocher à l'origine du bruit... Cette fontaine était fermée par une porte en acier munie d'un cadenas. Et nombreux sont ceux qui ont pu entendre cette pierre taper!
Pourtant, un jour, le bruit cessa et l'eau continua de s'écouler. De nombreuses hypothèses furent alors émises quant au sort de la pierre ... cassée, coincée, éjectée ?
Il n'en était rien, René Marsat avait installé aux alentours de 1940 dans la fontaine un bélier hydraulique à cloche (mécanisme inventé par Joseph Michel Montgolfier) et ce mécanisme permettait de remonter l’eau dans un réservoir, à côté du Logis. C’est cet appareil qui constitué d’une cloche en fonte et d’une boule en fonte également occasionnait ce bruit sourd en se refermant sur le fond de la cloche et repoussant ainsi l'eau dans un tuyau en acier.

## Patrimoine environnemental

### Sentiers de randonnée

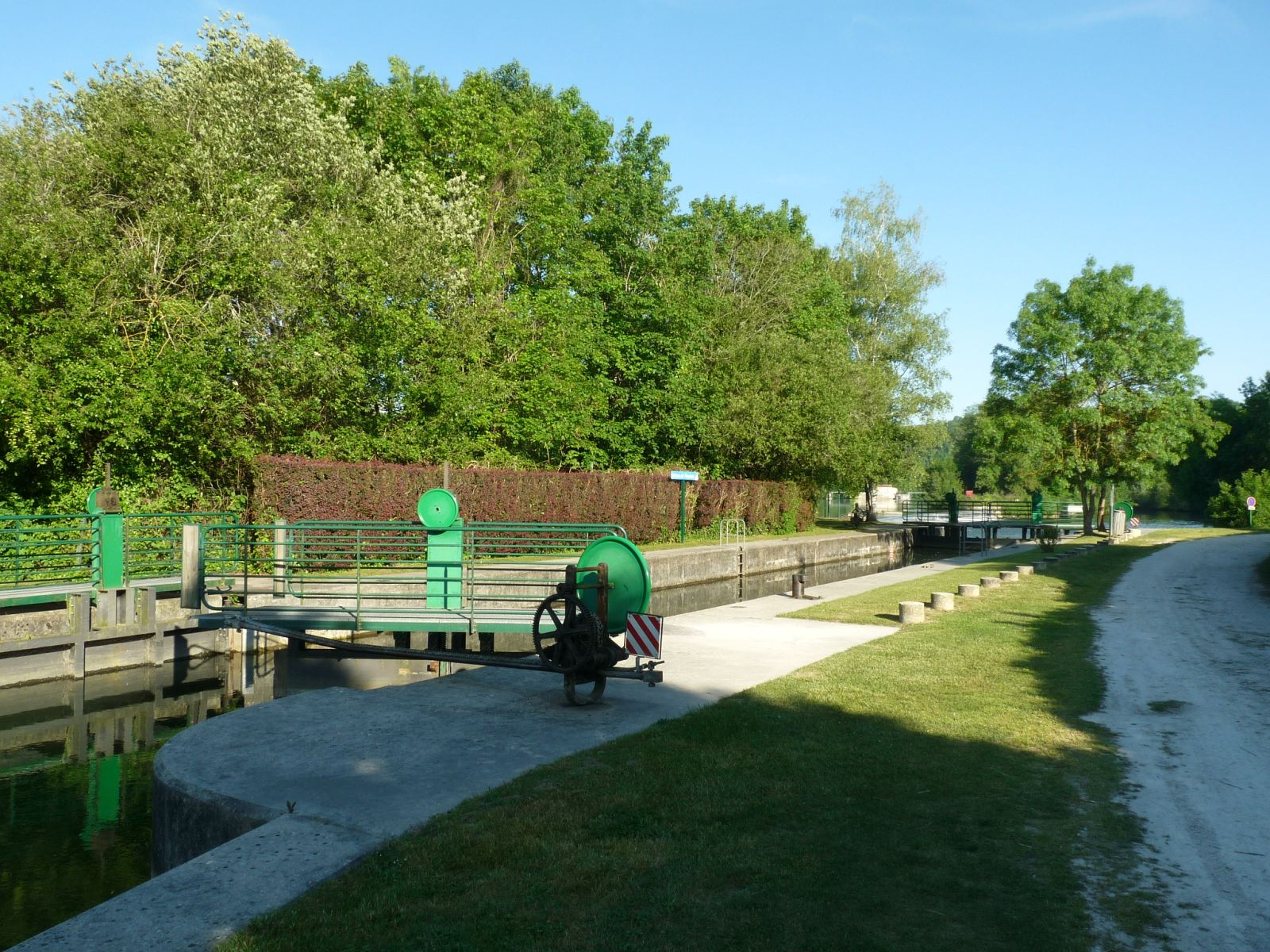
Le chemin de halage et l'écluse de Thouérat.

Le GRP Entre Angoumois et Périgord (sentier de grande randonnée de pays, balisé en rouge et jaune) traverse la commune. Il englobe la Coulée verte qui longe la Charente et relie Angoulême au plan d'eau de la Grande Prairie, le chemin de halage qui longe la Charente en aval d'Angoulême, aux Planes, puis qui coupe la commune par la Combe du Maine et longe à nouveau la Charente, en amont de la Petite Prairie pour relier Vindelle en direction du Cluzeau et de Tonne. Le plan d'eau offre aussi de jolies promenades, ainsi que la Petite Prairie.

## Divers

### Jumelages
- Będzino (Pologne) depuis 1997.
- Colletorto (Italie) depuis 2010.

### Personnalités liées à la commune
- Georges Hyvernaud, (1902-1983) écrivain né à Saint-Yrieix, donne son nom à la salle polyvalente de la ville.
- Jean-Pierre Gesson, (1947-) ancien président de l'université de Poitiers.

### Héraldique
|  | Les armoiries de Saint-Yrieix-sur-Charente se blasonnent ainsi : Parti : au 1er d’or aux fragments d’épées antiques de sinople, posés en pal et rangés en fasce, au 2e d’azur aux ondes de sinople mouvant de la pointe sur lesquelles évolue un véliplanchiste d’or habillé de gueules, la voile du même et la planche d’argent. |

### Films
- L'Esplanade regroupe la médiathèque et la ludothèque[49].
- Tournage de la série Père et Maire, diffusée sur TF1 (C.Rauth/D.Rialet).
- Tournage en studio de la série Code Lyoko Évolution, diffusée sur France 4.